# Eierberg
Eierberg – wzgórze we Frankfurcie nad Odrą, w dzielnicy Hohenwalde, kilkaset metrów na południowy zachód od jej zwartej zabudowy, nieopodal drogi krajowej B87 (po jej zachodniej stronie).
Wysokość wzgórza wynosi 85,5 m.